# KAS Eupen
KAS Eupen (německy celým názvem Königliche Allgemeine Sportvereinigung Eupen) je belgický fotbalový klub z města Eupen v německojazyčné oblasti Belgie. Byl založen roku 1945 fúzí s FC Eupen 1920 jako AS Eupen. Domácím hřištěm je Kehrweg Stadion s kapacitou 8 000 míst. Klubové barvy jsou černá a bílá.
Název KAS Eupen má klub od roku 1995.

## Logo
Klubové logo ve tvaru štítu (znaku) je provedeno v černé a bílé barvě. Štít je rozdělen na 3 části. Nahoře je na černém pozadí bílý text A*S*E, Uprostřed je na bílém pásu černý text EUPEN, a dole je na černém pozadí stylizovaný znak města Eupen.

## Čeští hráči v klubu
- Radek Petr [3]
- Jan Král